# Gran Alemanya
Gran Alemanya o Alemanya Gran (en alemany: Großdeutschland) és un concepte polític irredemptista que propugna la unificació de tots els pobles germànics o germano-parlants. El concepte contrari és conegut com a "Petita Alemanya" (Kleindeutschland).

## Durant la unificació Alemanya delseglexix

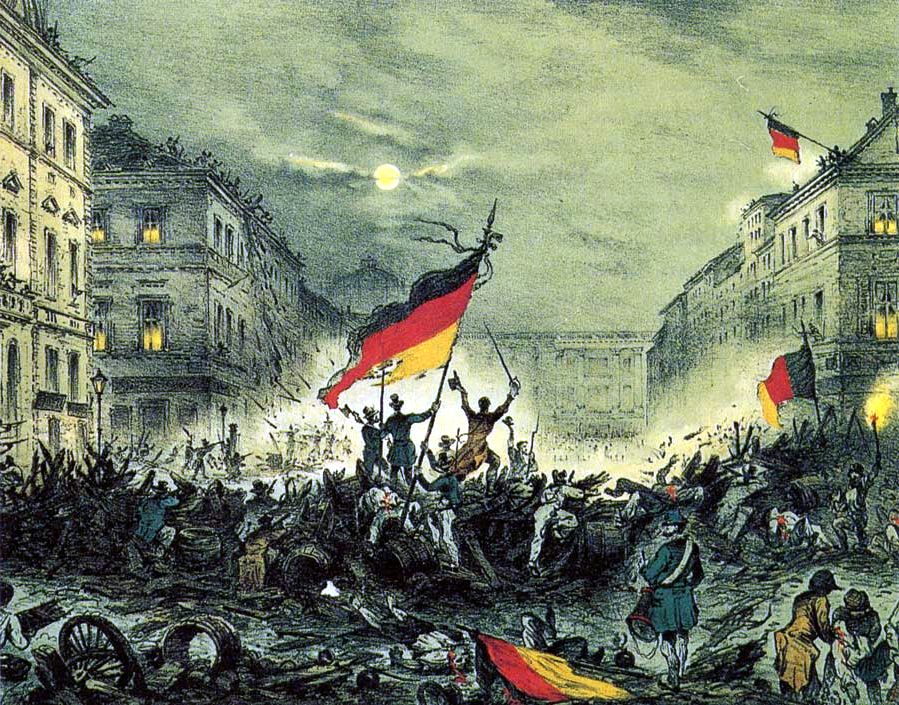
Revolució liberal-nacionalista de 1848

Al segle xix, la Gran Alemanya (Großdeutschland) era un concepte polític que proposava un Alemanya unificada, incloent-hi Àustria, a diferència de l'alternativa promoguda per Prússia de la Petita Alemanya (Kleindeutschland), que excloïa Àustria. Amb la fundació de l'Imperi Alemany el 1871, que no incloïa Àustria, va ser posada en pràctica la Kleindeutschland.
Altres van proposar una Alemanya unificada incloent totes les terres de l'Imperi austríac. Un dels obstacles principals per fer-ho realitat era la nombrosa població hongaresa i eslava de l'Imperi Austríac (incloent-hi npolonesos,  txecs, eslovacs, ucraïnesos, eslovens,  croats i serbis) que no tenien cap desig d'unir-se a l'Imperi Alemany. Per aquesta raó, els liberals el 1848 van proposar una alternativa a la Grossdeutschland: una visió que incloïa Àustria, les regions de Bohèmia-Moràvia-Silèsia i les terres austríaques eslovenes, però no els territoris del Regne d'Hongria (Hongria i Croàcia). Tanmateix, això hauria requerit el desmembrament de l'Imperi Austríac, i els txecs de totes maneres van rebutjar la idea.

## Després de la Primera Guerra Mundial

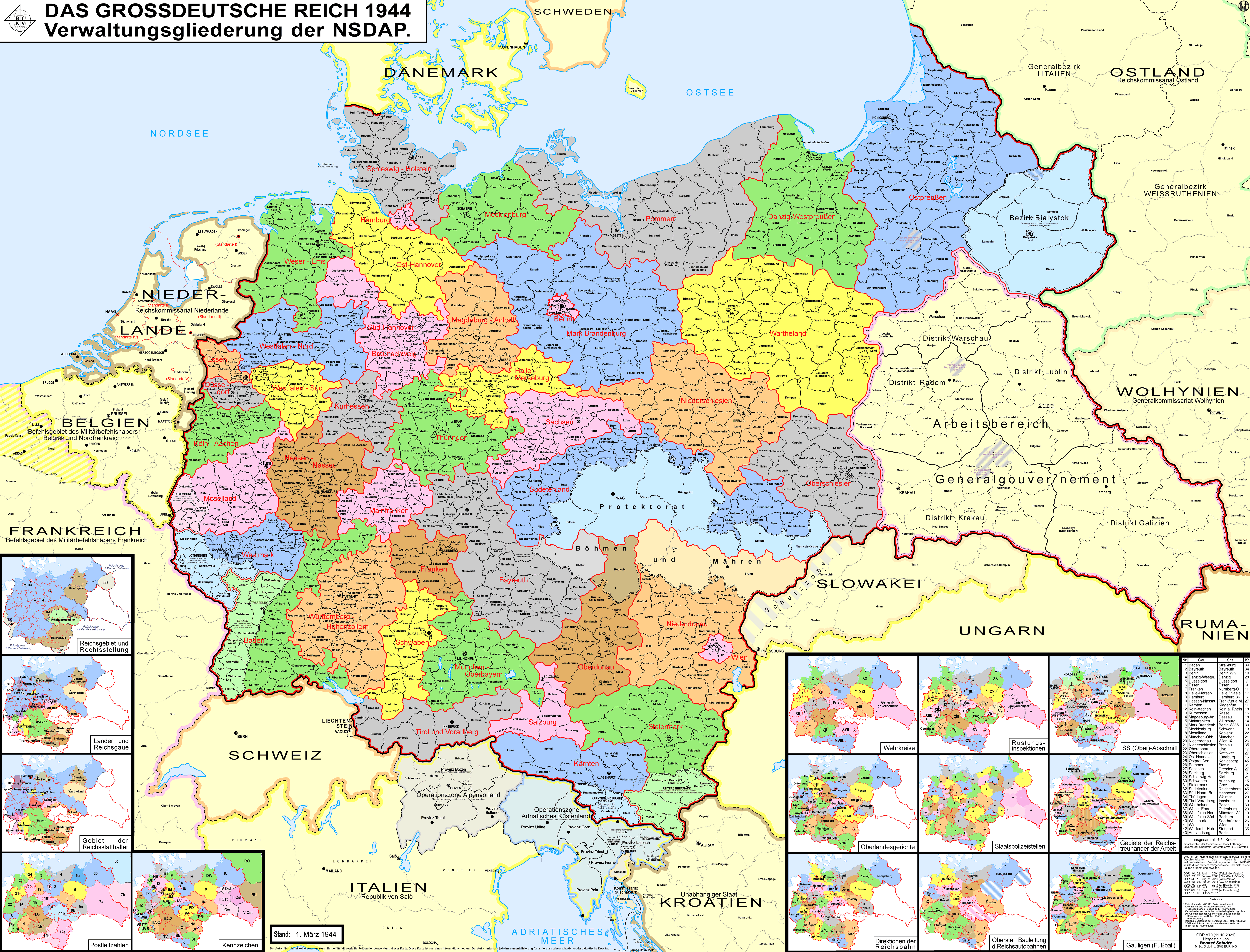
Mapa del Gran Imperi alemany (Großdeutsche Reich) (1943-1945

Després de la Primera Guerra Mundial, l'Assemblea Nacional Austríaca i l'Assemblea Nacional Alemanya van donar suport a la unificació dels Estats successors dels Imperis Centrals (Reichs), però els aliats van prohibir aquesta unificació. La creació d'un Estat alemany nacional que integrés els territoris de parla alemanya a Àustria (per exemple, Großdeutschland) era també una temptativa per equilibrar el poder de la monarquia autoritària prussiana dins d'una futura Alemanya amb la política més liberal dels Estats alemanys del sud.
Si bé inicialment el concepte formava part més del procés general de construcció del mapa europeu en els segles XIX I XX, quan els imperis  Austrohongarès,  Rus i Otomà van ser substituïts per nacions, el procés alemany de construcció d'una nació pot ser comparat a moviments similars a Itàlia, Hongria, Sèrbia i Polònia. Un segle més tard però, amb el Partit Nazi en el poder el va convertir en una eina propagandística per dominar els països no alemanys. La primera referència a la recuperació del concepte de Großdeutschland es va produir després de l'annexió el 1938 d'Àustria (Anschluss), per tal de formar un nou Imperi alemany (Deutsches Reich).
La Grossdeutschland es va fer realitat després de l'Anschluss el 1938. Durant la guerra, l'Alemanya Nazi va afegir als seus territoris les regions d'Alsàcia-Lorena i Eupen-Malmedy perdudes el 1919 (a causa de la guerra mundial), però també es va annexionar Luxemburg, les regions de l'actual República Txeca habitades per Sudets, i grans zones de Polònia. Les àrees annexionades per l'Imperi Alemany van ser considerades part d'un Estat major alemany, en contrast amb les parts de Polònia amb el Govern General i el Protectorat de Bohèmia-Moràvia, tots dos controlats pels alemanys, però que no formaven part de la Gran Alemanya. El 1943 es va canviar oficialment de nom com a Gran Imperi Alemany (Großdeutsche Reich). Les regions van tornar a separar amb la rendició d'Alemanya als Aliats el 1945.

## Actualment
A causa de la seva associació amb l'Alemanya nazi, no hi ha grups polítics establerts a Àustria o Alemanya que aprovin el concepte de la Gran Alemanya avui en dia, mentre que aquells que ho fan són considerats neonazis. Tot i així però, existeixen dues poderoses lligues d'exiliats que proposen la devolució dels territoris perduts per Alemanya després de la Segona Guerra Mundial.